# Stenorhopalus monsalvei
Stenorhopalus monsalvei är en skalbaggsart som först beskrevs av Cerda 1954.  Stenorhopalus monsalvei ingår i släktet Stenorhopalus och familjen långhorningar. Inga underarter finns listade i Catalogue of Life.